# فاطمة عاطف
فاطمة عاطف ممثلة مغربية، شاركت في عدة أفلام ومسلسلات مغربية.

## مسيرته
خريجة المعهد العالي للفن الدرامي، بدأت مشوارها الفني في المسرح. وشاركت في مجموعة من الأدوار التلفزيونية والمسرحية والسينمائية.

## أعمالها

### أفلام
- 2003: الشاهدة
- 2006: يا له من عالم رائع
- 2013: خارج التغطية
- 2015: دموع إبليس
- 2018: مباركة
- 2019: نساء الجناح ج

### مسلسلات
- 2003: شجرة الزاوية

## جوائز
فازت فاطمة عاطف، الثلاثاء، بجائزة أفضل ممثلة في مهرجان مالمو السويدي للسينما العربية، عن دورها في فيلم مباركة. وقد تسلم الجائزة المخرج محمد زين الدين في ختام الدورة التاسعة من المهرجان، الذي انعقد في الفترة ما بين 4 و8 أكتوبر 2019.
كما سبق لها أن حصلت على جائزة الجمهور في مهرجان هرهورة (2019)، وإشادة خاصة بالإخراج في مهرجان روتردام السينمائي الدولي (2019)، وجائزة «فيزوفيو» في مهرجان نابولي السينمائي الحادي والعشرين.

## روابط خارجية
- فاطمة عاطف على موقع IMDb (الإنجليزية)
- فاطمة عاطف على موقع روتن توميتوز (الإنجليزية)
- فاطمة عاطف على موقع قاعدة بيانات الأفلام العربية
- فاطمة عاطف على موقع تيرنر كلاسيك موفيز (الإنجليزية)
- فاطمة عاطف على موقع أول موفي (الإنجليزية)
- فاطمة عاطف على موقع قاعدة بيانات الفيلم (الإنجليزية)

لم يتم العثور على روابط لمواقع التواصل الاجتماعي.